# Rinorea viridiflora
Rinorea viridiflora (Tul.) Baill. – gatunek roślin z rodziny fiołkowatych (Violaceae). Występuje endemicznie we wschodniej części Madagaskaru. 

## Morfologia
PokrójZimozielony krzew dorastający do 1–5 m wysokości.
LiścieBlaszka liściowa ma owalny kształt. Mierzy 2–5,5 cm długości oraz 1,2–3 cm szerokości, jest karbowana na brzegu, ma klinową nasadę i ostry wierzchołek. Ogonek liściowy jest nagi.
KwiatyZebrane w gronach wyrastających z kątów pędów. Mają działki kielicha o owalnym kształcie i dorastające do 1–2 mm długości. Płatki są równowąsko podługowate.